# Романов, Константин Константинович (младший)
Князь императорской крови Константин Константинович (20 декабря 1890 (1 января 1891), Санкт-Петербург — 18 июля 1918, близ Алапаевска, Пермская губерния) — сын великого князя Константина Константиновича и великой княгини Елизаветы Маврикиевны, правнук императора Николая I, капитан (1917) лейб-гвардии Измайловского полка, герой Первой мировой войны.

## Биография
Родился в Санкт-Петербурге незадолго до Рождества 1890 года. Как и другие дети великого князя Константина Константиновича, воспитывался в строгости и благочестии. Уже в детские годы много времени проводил за чтением книг.
В 1910 году окончил Пажеский корпус, откуда выпущен подпоручиком в лейб-гвардии Измайловский полк, в котором ранее служил его отец. В 1911 году назначен флигель-адъютантом к императору Николаю II. Зачислен в списки лейб-гвардии 4-го стрелкового Императорской Фамилии полка. 6 августа 1914 года произведён в поручики.
В Первую мировую войну вступил с Измайловским полком. 30 января 1915 года награждён орденом Святого Георгия 4-й степени:
За то, что с отличным мужеством и храбростью во время боев 21-го — 27-го августа 1914 г. при поражении 10-го австрийского корпуса, состоя ординарцем при командире полка, пренебрегая явной опасностью, с полным успехом неоднократно под сильным огнём исполнял ответственные поручения, передавая приказания начальникам боевых участков и выясняя на месте положение наших и неприятельских сил, чем содействовал успешному исходу боев.
За отличия в делах с неприятелем награждён 26 февраля 1915 года орденом Святого Владимира 4-й степени с мечами и бантом и 21 апреля 1915 года орденом Святой Анны 4-й степени с надписью «За храбрость». 1 июля 1915 года за боевые отличия произведён в штабс-капитаны (со старшинством с 4 февраля 1915 года).
14 февраля 1916 года отмечен Георгиевским оружием:
За то, что, будучи командующим Имени Его Императорского Величества ротою [лейб-гвардии Измайловского] полка, в боях с 5-го по 13-е июля 1915 года, выказал выдающиеся распорядительность и храбрость, способствовал тем самым успешному достижению задач. В бою 5-го июля, под гор. Красноставом, командуя ротою резерва, попавшею под сильнейший обстрел тяжёлой артиллерии, своим личным влиянием быстро восстановил порядок и искусно вывел роту из сферы поражения, не выходя из указанного по задаче района действий.
К началу 1917 года — капитан лейб-гвардии Измайловского полка.
21 марта 1917 года лишён звания флигель-адъютанта в связи с упразднением всех военно-придворных званий.
5 июня 1917 года лейб-гвардии Измайловского полка капитан князь Константин Константинович уволен, по прошению, от службы, с мундиром.
После революции, весной 1918 года, был арестован и выслан из Петрограда. Содержался в Алапаевске. В ночь на 18 июля 1918 был зверски убит вместе с рядом других членов дома Романовых, включая своих братьев Иоанна и Игоря — они были оглушены ударом обуха топора по голове и ещё живыми сброшены в старую шахту (см. мученики Алапаевской шахты). Умер в мучениях.
В 1919 году останки захоронены в Алапаевском соборе, в апреле 1920 году — в склепе при храме святого Серафима Саровского в Пекине. Нынешнее предполагаемое местонахождение останков:
- На территории посольства РФ в Пекине — на месте разрушенного храма. При разрушении храма склеп с захоронением был накрыт бетонными плитами. В ходе раскопок в 2000-х годах на территории посольства были обнаружены сохранившиеся бетонные плиты уничтоженного храма. Однако дальнейшие работы проведены не были.
- Согласно другим данным, останки после разрушения храма были перенесены в склеп храма Русского кладбища в Пекине, уничтоженного в конце 1980 гг. при расширении Пекина. На месте кладбища сейчас находится гольф-парк. По свидетельствам строителей парка, большое дерево которое до сих пор растёт на территории гольф парка, находилось около ограды разрушенного храма при Русском кладбище. По словам строителей, плиты склепа храма при ликвидации не вскрывались, а были только присыпаны землёй.

Константин Константинович не был женат и не оставил потомства.
Канонизирован Русской православной церковью за границей в сонме Новомучеников российских 1 ноября 1981 года.
8 июня 2009 года Генеральная прокуратура России посмертно реабилитировала князя Константина Константиновича.

## Награды
Российские:
- Орден Святого Андрея Первозванного (ВП 06.08.1910);
- Орден Святого Александра Невского (ВП 06.08.1910);
- Орден Белого орла (ВП 06.08.1910);
- Орден Святой Анны 1-й степени (ВП 06.08.1910);
- Орден Святого Станислава 1-й степени (ВП 06.08.1910);
- Орден Святого Георгия 4-й степени (ВП 30.01.1915);
- Орден Святого Владимира 4-й степени с мечами и бантом (ВП 26.02.1915);
- Орден Святой Анны 4-й степени с надписью «За храбрость» (ВП 21.04.1915);
- Георгиевское оружие с надписью "За храбрость" (ВП 14.02.1916).

Иностранные:
- Орден «За военные заслуги» 6-й степени (Болгария, 1910).